# Alexander Büttner
Alexander Büttner (Doetinchem, 1989. február 11. –) holland válogatott labdarúgó, jelenleg a New Englandban játszik balhátvédként.

## Pályafutása

### Vitesse
Büttner első gólját a holland élvonalban a 2007–08-as szezonban szerezte egy FC Volendam elleni 3–1-re megnyert hazai találkozó során.
2012. július 6-án az angol Southampton megegyezett Büttner csapatával az átigazolásáról, és már csak az orvosi maradt hátra. De később a Southampton elállt az üzlettől, valószínűleg egy meg nem nevezett harmadik fél miatt és így nem jött létre az átigazolás.

### Manchester United
2012. augusztus 21-én Büttner egy  ötéves  szerződést írt alá az angol élvonalban szereplő Manchester United csapatával, ahol a 28-as mezszámot kapta meg. Szeptember 15-én debütált egy Wigan Athletic elleni 4–0-ra megnyert mérkőzésen, és ő szerezte csapata második gólját. A meccs után megválasztották a mérkőzés legjobb játékosának. Október 23-án debütált a Bajnokok Ligájában egy SC Braga elleni 3–2-re megnyert csoportmeccsen. 2013. január 5-én bemutatkozhatott az FA kupában egy 2–2-re végződő West Ham United elleni meccsen.

### Válogatott
Büttner szerepelt a holland U20-as és U21-es válogatottban is.
2012. május 7-én bekerült a 2012-es Európa-bajnokság 36-os holland keretébe, de végül nem sikerült bekerülnie az Eb-re utazó 23-as keretbe.